# Jakow Dolecki
Jakow Gienrichowicz Dolecki (Fenigsztejn) (ros. Яков Генрихович Долецкий (Фенигштейн), ur. 22 lutego 1888, zm. 19 czerwca 1937 w Moskwie) – radziecki działacz partyjny i państwowy.

## Życiorys
W 1904 wstąpił do SDKPiL, a w 1906 do SDPRR, w 1917 został członkiem Piotrogrodzkiego Komitetu SDPRR(b) i WCIK oraz Centralnego Komitetu Wykonawczego (CIK) Socjaldemokracji Polski i Litwy. Od 6 marca 1919 do 5 września 1920 był członkiem KC Komunistycznej Partii Litwy i Białorusi i jednocześnie od 8 marca do 13 listopada 1919 członkiem Biura Politycznego KC tej partii, zastępcą przewodniczącego Rady Komisarzy Ludowych Litewsko-Białoruskiej SRR i ludowym komisarzem spraw wewnętrznych tej republiki. Od września 1919 do czerwca 1920 był członkiem Polskiego Biura Agitacji i Propagandy przy KC RKP(b), od 18 stycznia do 5 września 1920 członkiem Prezydium KC Komunistycznej Partii Litwy i Białorusi i członkiem Biura Nielegalnej Pracy KC tej partii, a od września 1921 do 1925 kierownikiem odpowiedzialnym Rosyjskiej Agencji Telegraficznej przy Głównym Komitecie Polityczno-Oświatowym Ludowego Komisariatu Oświaty RFSRR. W 1921 został członkiem Głównego Zarządu Oświaty Politycznej Ludowego Komisariatu Oświaty RFSRR, od 10 lipca 1925 był kierownikiem odpowiedzialnym agencji TASS przy Radzie Komisarzy Ludowych ZSRR i jednocześnie od 1931 członkiem polskiego kolegium redakcyjnego Instytutu Marksa-Engelsa-Lenina przy KC WKP(b). Podczas wielkiej czystki w ZSRR zastrzelił się.